# نادر معصومی
نادر معصومی (زاده ۱۳۴۶ - رشت) مستندساز ، مدیر فیلم‌برداری سینما ، مدیر هنری و برگزار کننده نمایشگاههای عکس اهل ایران است.

## مدیر فیلم‌برداری
نادر معصومی سه بار کاندیدای بهترین فیلمبرداری از جشن خانه سینما و جشنواره فیلم فجر شده‌است. از آثاری که او فیلمبرداری کرده به این فیلم‌ها می‌توان اشاره کرد: چریکه هورام، رسم عاشق کشی، شب بخیر فرمانده، وقتی همه خواب بودند، جایی در دوردست (خسرو معصومی)، ژانی گه‌ل (جمیل رستمی)، نشانی، مرگ کسب و کار من است، تابو، دختری با شال قرمز (مجید فهیم خواه) و کار کثیف.
- کار کثیف (فیلم ۱۳۹۶)
- دختری با شال قرمز (۱۳۹۵)
- خواب آب (۱۳۹۴)
- تابو (۱۳۹۳)
- سرزمین رها (۱۳۹۲)
- دلتنگی‌های عاشقانه (۱۳۹۱)
- دامنه‌های سفید (۱۳۹۱)
- پیمان (فیلم ۱۳۹۰)
- گلوگاه (۱۳۸۹)
- مرگ کسب و کار من است (۱۳۸۹)
- پای پیاده (۱۳۸۷)
- کودک و فرشته (۱۳۸۷)
- باد در علفزار می‌پیچد (۱۳۸۶)
- نشانی (۱۳۸۶)
- در مه بخوان (بالاتر از آسمان) (۱۳۸۵)
- ژانی گه‌ل (۱۳۸۵)
- جایی در دوردست (۱۳۸۴)
- وقتی همه خواب بودند (۱۳۸۴)
- شب بخیر فرمانده (۱۳۸۴)
- مرزی برای زندگی (۱۳۸۳)
- آن مرد را نکشید (۱۳۸۲)
- رسم عاشق کشی (۱۳۸۱)
- آوای جبرئیل (۱۳۸۰)
- قطعه زمستانی (۱۳۸۰)
- چریکه هورام (۱۳۷۸)
- درخت جان (۱۳۷۴)

## کارگردانی
- کارگردانی و تهیه فیلم«دریای مهر»ویژه مشترکات تاریخی،تجاری و فرهنگی ایران و آستراخانسکایا روسیه فدراتیو ۱۴۰۱
- کارگردانی مستند داستانی بلند «ساحل نجات» ویژه تاریخ شفاهی کوچانیدگان لهستانی جنگ جهانی دوم به بندر انزلی ۱۴۰۱
- کارگردانی فیلم بلند تجربی مثل زندگی (۱۳۹۳)
- مجموعه مستند داستانی میراث تصویری تاریخ شفاهی گیلان۱۴۰۰_۱۴۰۱
- مستند آستاراچای،مرزی برای زندگی(گیلان و جمهوری آذربایجان)۱۴۰۱
- کارگردانی مستند سکوت ساحل دربارهٔ فرهاد مهرانفر (۱۳۹۲)
- کارگردانی مستند بلند زمانی برای زندگی (۱۳۹۴)
- کارگردانی مستند تجربی وقایع نگاری ناتمام(۱۳۸۰)
- کارگردانی مستند داستانی تار و تار (۱۳۹۰)
- کارگردانی مستند تلویزیونی سوین اهل شاهسون(۱۳۹۰)
- کارگردانی مجموعه مستند تلویزیونی گیلان گهواره تمدن کاسپین(۱۳۹۸)
- کارگردان مجموعه داستانهای هنر به سفارش گروه کودک و نوجوان شبکه دو-۱۳۷۸
- کارگردان فیلم سورجامگان از مجموعه نوروز فرحان-۱۳۹۵
- کارگردان فیلم داستانی این گلها رنگی نیست به سفارش دبیرخانه پیشگیری از اعتیاد وزارت فرهنگ و ارشاد-۱۳۸۳
- کارگردانی ویدیو آرت قابهای خالی به سفارش شبکه باران-۱۳۹۶

## جشنواره‌ها
- جایزه بزرگ هشتمین جشنواره بین المللی «کاسپین بدون مرز» روسیه برای مجموعه گیلان گهواره تمدن کاسپین
- برنده جایزه بهترین فیلم‌برداری (درخت جان) از بیست و هشتمین دوره جشنواره فیلم رشد - ۱۳۷۷
- دریافت تندیس بهترین فیلم داستانی سال از جشن خانه سینما برای کارگردانی گردش سایه‌ها - ۱۳۷۷
  - کاندیدای بهترین فیلم‌برداری (درخت جان) در شانزدهمین دوره جشنواره فیلم فجر - ۱۳۷۶
- دریافت تندیس بهترین دستاورد هنری از جشنواره بین‌المللی فیلم رشد برای فیلم دختر کوه‌های شقایق - ۱۳۷۶
- دریافت تندیس بهترین فیلمبرداری فیلم سینمایی از جشنواره بین‌المللی فیلم رشد برای درخت جان - ۱۳۷۸
- کاندیدای بهترین فیلم‌برداری (جایی در دوردست) در بیست و چهارمین دوره جشنواره فیلم فجر - ۱۳۸۴
- کاندیدای بهترین فیلم‌برداری (مرگ کسب و کار من است) در پانزدهمین دوره جشن خانه سینما - ۱۳۹۰
- دریافت جایزه بهترین تصویربرداری فیلم بلند از جشنواره ملی تولیدات سیما برای فیلم شعله در باد - ۱۳۹۲
- دریافت جایزه دستاورد هنری بهترین فیلمبرداری سینمایی از جشنواره بین‌المللی سانفرانسیسکو ۲۱۱۴برای فیلم (تابو)
- دریافت جایزه بهترین فیلم بلند مستند سال از جشنواره مستند تلویزیونی ایران (۱۳۹۷)
- سازنده فیلم سورجامگان از مجموعه نوروز فرحان شبکه مستند-۱۳۹۵
- ساخت مجموعه داستانهای هنر به سفارش گروه کودک و نوجوان شبکه دو سیما-۱۳۷۸